# Neptunbrunnen
Neptun-fontænen i Berlin blev bygget i 1891 og blev udført af Reinhold Begas. Den romerske gud Neptun er placeret i springvandets centrum. De fire kvinder omkring Neptum repræsenterer de fire største floder i Preussen på det tidspunkt, hvor springvandet blev konstrueret: Elben (med den allegoriske figur, der holder frugter og majs), Rhinen (fiskenet og druer), Wisła (træblokke, symboler på skovbrug) og Oder (geder og dyrehud). Wisła er nu beliggende helt i Polen, mens Oder i dag danner grænsen mellem Tyskland og Polen.
Fontænen blev fjernet fra sin oprindelige placering ved Berliner Schlossplatz i 1951, da det tidligere Berliner Stadtschloss der blev revet ned. Efterhånden, efter at fontænen blev restaureret, blev springvandet flyttet i 1969 til sin nuværende placering mellem Marienkirche og Rotes Rathaus og overfor Berliner Fernsehturm.
Dets diameter er 18 meter, og den er 10 meter høj.  

Der var en anden velkendt Neptunbrunnen i Breslau (kaldet "Gabeljürge" af lokalbefolkningen), men den blev ødelagt under 2. verdenskrig, og byen blev senere overgivet til Polen.

## Hendelser
I 2013 skød et medlem af Berlings politistyrke en væbnet mand foran springvandet. Den 31-årige mand var nøgen med en kniv og antages at være mentalt forstyrret.